# Ernie Taylor
Ernest Taylor detto Ernie (Sunderland, 2 settembre 1925 – Birkenhead, 9 aprile 1985) è stato un calciatore e allenatore di calcio inglese, di ruolo attaccante.